# IC 3272
IC 3272 је спирална галаксија у сазвјежђу Береникина коса која се налази на листи објеката дубоког неба у Индекс каталогу.
Деклинација објекта је + 23° 17' 6" а ректасцензија 12h 24m 9,3s. Привидна величина (магнитуда) објекта IC 3272 износи 15,4 а фотографска магнитуда 16,2.